# Vestec (ort i Tjeckien, Mellersta Böhmen, lat 50,24, long 15,15)
Vestec är en ort i Tjeckien.   Den ligger i regionen Mellersta Böhmen, i den centrala delen av landet, 50 km öster om huvudstaden Prag. Vestec ligger 190 meter över havet och antalet invånare är 309.
Terrängen runt Vestec är platt. Runt Vestec är det tätbefolkat, med 297 invånare per kvadratkilometer. Närmaste större samhälle är Nymburk, 9,5 km sydväst om Vestec. Trakten runt Vestec består till största delen av jordbruksmark.